# Сейсмічна стратиграфія
Сейсмічна стратиграфія - напрямок сучасної стратиграфії, який за допомогою методів сейсморозвідки  виділяє основні формації і фації, з'ясовує їх внутрішню структуру й особливостей формування. 
Основні етапи такого аналізу полягають у наступному: 
- 1. виділення й кореляція сейсмічних комплексів, визначення їх віку;
- 2. визначення й аналіз сейсмофацій;
- 3. аналіз відносних змін рівня моря.